# 撫養町林崎
撫養町林崎（むやちょうはやさき）は、徳島県鳴門市の大字。郵便番号は772-0016。

## 地理
鳴門市の東部に位置。北は撫養町北浜・撫養町弁財天・撫養町岡崎に接し、南は撫養町立岩に接し、西は撫養川に面する。およそ住宅・商業地。東部には妙見山公園があり、山上には撫養城（岡崎城）址・妙見神社がある。
妙見山は昔は古城山といわれていたが、天保2年、山上に妙見神社が建立されてからは、妙見山と呼ばれるようになった。山全体にかけて桜が多く、春には花見客でにぎわう。

### 地形
- 山：妙見山
- 河川：撫養川

### 小字
- 北殿町
- 南殿町

## 歴史
江戸期から明治22年にかけては板東郡および板野郡の村であった。寛文4年より板野郡に属す。明治22年に同郡撫養町の大字となった。昭和22年3月には鳴南市、同年5月より現在の鳴門市の字名となる。明治大正期には林崎遊郭があり、最盛期の昭和初期には店が25軒、娼妓が90名ほどいた。

## 世帯数と人口
2022年（令和4年）7月31日現在の世帯数と人口は以下の通りである。
| 町丁       | 世帯数  | 人口  |
| ---------- | ------- | ----- |
| 撫養町林崎 | 261世帯 | 539人 |

## 小・中学校の学区
市立小・中学校に通う場合、学区は以下の通りとなる。
| 番地 | 小学校             | 中学校             |
| ---- | ------------------ | ------------------ |
| 全域 | 鳴門市立林崎小学校 | 鳴門市立第二中学校 |

## 施設
- 妙見山公園
  - 撫養城址（市指定史跡）
  - 鳴門ガレの森美術館
  - 妙見神社
- 鳴門ユースホステル

### かつて存在した施設
- 恰美術館（2001年（平成13年）11月4日閉館）
- 徳島県立鳥居記念博物館（2010年（平成22年）11月3日に徳島県文化の森総合公園へ移転）